# Limfocit B
Limfociti B so vrsta belih krvničk, ki omogočajo humoralni imunski odziv (medtem ko celični imunski odgovor vršijo limfociti T). Poglavitne naloge limfocitov B so proizvodnja protiteles proti antigenom, opravljanje vloge antigen predstavitvenih celic in pretvarjanje v spominske limfocite B. So bistvena komponenta pridobljene imunosti.
Limfocite B aktivirajo celice pomagalke. Takoj ob aktivaciji se limfociti B začnejo deliti v dve vrsti hčerinskih celic, v plazmatke in male spominske celice imunskega sistema. Plazmatke v kri sproščajo protitelesa, ki so natanko določena le enemu antigenu in ga lahko s tako določeno zgradbo tudi uničijo. Plazmatke ne živijo zelo dolgo, vendar pa lahko proizvedejo od 2000–20000 protiteles na sekundo. Male spominske celice imunskega sistema pa ostajajo v organizmu zelo dolgo in zadržujejo imunski spomin. Takoj ob ponovnem stiku z istim antigenom se pretvorijo v plazmatke, ki v kri sproščajo protitelesa. To omogoča hitrejši in močnejši imunski odziv.

## Poimenovanje
Črka B v imenu prihaja od besede bursa fabricia (fabricijeva burza, limfatični organ pri pticah, kjer limfociti B dozorevajo).

## Razvoj limfocitov B
Nezreli limfociti B nastajajo v kostnem mozgu. Nastajajo iz  matičnih krvotvornih celic; preko pre- in prolimfocita B nastane nezrel limfocit B. Če se nezrel limfocit B sreča z antigenom, se inaktivira ali eliminira s pomočjo apoptoze. Nezreli limfociti B, ki se ne deaktivirajo ali eliminirajo, se pretvorijo v zrele naivne limfocite B, ki zapustijo kostni mozeg in potujejo v sekundarne limfatične organe. Ob stiku z antigenom se limfocit B aktivira in se lahko pretvori v plazmatko, ki začne po nekaj dneh proizvajati protitelesa. Določeni limfociti B pretvorijo v spominske celice, ki se aktivirajo v prihodnosti, če ponovno naletijo na ta antigen (na primer pri ponovni okužbi). Plazmatke sprva zmorejo proizvajati le protitelesda IgM, s pomočjo limfocitov T pa se njihov genom na lokusu za protitelesa tako spremeni, da lahko proizvajajo tudi IgA, IgG in IgE.